# Marco Zaramello
Marco Squillace Zaramello (San Paolo, 26 gennaio 1982) è un ex giocatore di calcio a 5 brasiliano naturalizzato italiano.

## Carriera
Soprannominato Xuxa, a sette anni inizia a giocare come attaccante nella scuola calcio del padre. Si mette in mostra tanto da essere chiamato a fare un provino per il Palmeiras. Il giorno della gara, a causa dell'infortunio di un compagno di squadra, Zaramello viene schierato come portiere e da quel momento non abbandonerà più il ruolo. Nel dicembre del 2013 si trasferisce al Pescara insieme ai compagni di squadra Fabián Robledo e Sergio González.

## Palmarès
- Coppa Italia: 1

Luparense: 2005-06